# Mondo Home Entertainment
Moviemax Media Group S.p.A. (in precedenza Mondo Home Entertainment) è stato un gruppo italiano operante nei settori cinema, home video, e televisione.
È nato nel 2001 con il nome Mondo Home Entertainment, per poi cambiare nome in Moviemax Media Group nel 2012, e successivamente fallire nel 2015.

## Storia
Venne fondata da Orlando Corradi nel 2001 per distribuire i prodotti della Mondo TV, originalmente distribuiva solamente cartoni animati ed anime, ma ben presto si mise a distribuire prodotti di altre case, tra cui il controverso film Cannibal Holocaust.
Nel 2004 acquista la casa cinematografica di distribuzione Moviemax per il 51%.
Nel 2005 Mondo Home Entertainment viene quotata alla Borsa Italiana come MHE.
Nel 2009, Mondo TV, in risposta al espansione del azienda, cede la sua quota in Mondo Home Entertainment.
Il 23 giugno 2011 Mondo Home Entertainment acquista la restante parte di Moviemax, diventandone quindi titolare al 100%.
Nel febbraio 2012 Mondo Home Entertainment venne rinominata in Moviemax Media Group, nello stesso anno viene annunciato un accordo di distribuzione con Universal Pictures Italia per la distribuzione dei film in home video.
Durante il 2013, Moviemax Media Group lancia un canale televisivo chiamato Cinemax Television, inizialmente progettato come un canale di cinema, tuttavia il canale rimase solamente a trasmettere trailer fino alla sua chiusura.
Nel 2014, il gruppo viene però travolto da una crisi finanziaria e nello stesso anno viene arrestato il finanziere e ex-manager Corrado Coen .
Il 18 dicembre 2014, Moviemax Media Group dichiara il fallimento, che viene confermato il 10 gennaio 2015 dal tribunale di Milano.
Ad oggi i diritti home video sui cataloghi di Mondo TV e Moviemax sono detenuti da altre aziende, tra cui Eagle Pictures e CG Entertainment.

## Filmografia

### Come Mondo Home Entertainment

#### Live-action
- Donne facili
- Murder Rooms. Gli oscuri inizi di Sherlock Holmes
- I sette samurai
- Il trono di sangue
- L'eclisse
- La fortezza nascosta
- La sfida del samurai
- Teorema
- Vivere

#### Animazione
- Belfy e Lillibit
- BuBuChaCha
- Buon Natale Pinocchio - Il film
- Capitan Futuro
- Casper - Il film
- Coccinella
- Dracula
- Gigi la trottola
- Godam
- Gordian
- Devichil - Goddess' Rebirth
- Drago
- Galaxy Express - Il film
- Hamtaro
- I predatori del tempo
- Ken il guerriero
- L'Uomo Tigre
- La principessa Zaffiro
- Love Hina
- Ma che magie Doremì
- MewMew - Amiche vincenti
- Monster Allergy
- Monster Rancher
- Oggy and the Cockroaches
- Pinguini alla riscossa
- Space Goofs
- Wingman
- Winx Club
- Yattaman
- L'isola degli smemorati (2005)
- Felix - Il coniglietto giramondo (2005)
- Sulle ali dei gabbiani: l'isola vola in città (2006)
- Felix - Il coniglietto e la macchina del tempo (2006)

### Come Moviemax Media Group
- Box Office 3D - Il film dei film (2011)
- Come non detto (2012)